# Vụ bê bối dữ liệu Facebook–Cambridge Analytica
Vụ bê bối dữ liệu Facebook–Cambridge Analytica liên quan đến việc thu thập thông tin nhận dạng cá nhân của 87 triệu người sử dụng Facebook mà Cambridge Analytica bắt đầu thu thập vào năm 2014. Dữ liệu này được sử dụng để gây ảnh hưởng đến ý kiến cử tri thay mặt các chính khách thuê họ. Sau khi phát hiện ra, Facebook đã xin lỗi trong bối cảnh phản đối của công chúng và tăng giá cổ phiếu. Cách thức Cambridge Analytica thu thập dữ liệu được gọi là "không phù hợp".
Vào tháng 12 năm 2015, The Guardian đăng tin rằng Thượng nghị sĩ Hoa Kỳ Ted Cruz đã sử dụng dữ liệu từ vụ bê bối này và các đối tượng của dữ liệu không biết rằng các công ty đang bán hàng và các chính khách đang mua thông tin cá nhân của họ. Vào tháng 3 năm 2018, The New York Times, The Guardian và Channel 4 News đã đưa ra các báo cáo chi tiết hơn về vụ bê bối dữ liệu với thông tin mới từ cựu nhân viên của hãng Analytica của Cambridge, người đã cảnh báo Christopher Wylie, người cung cấp thông tin rõ ràng hơn về quy mô thu thập dữ liệu, các thông tin cá nhân bị đánh cắp, và thông tin liên lạc giữa Facebook, Cambridge Analytica, và các đại diện chính trị đã thuê Cambridge Analytica sử dụng dữ liệu để ảnh hưởng đến ý kiến cử tri.
Vụ bê bối này có ý nghĩa quan trọng để kích động thảo luận công khai về tiêu chuẩn đạo đức cho các công ty truyền thông xã hội, các tổ chức tư vấn chính trị và các chính trị gia. Những người ủng hộ người tiêu dùng kêu gọi bảo vệ người tiêu dùng nhiều hơn trong các phương tiện truyền thông trực tuyến và quyền riêng tư cũng như hạn chế thông tin sai lạc và tuyên truyền.

## Quá trình
Aleksandr Kogan, một nhà khoa học dữ liệu tại Đại học Cambridge, phát triển một ứng dụng được gọi là thisisyourdigitallife. Ông đã cung cấp ứng dụng cho Cambridge Analytica. Cambridge Analytica sau đó đã tổ chức một quá trình thỏa thuận sau khi đã được giải thích trong đó một vài trăm nghìn người sử dụng Facebook sẽ đồng ý hoàn thành một cuộc khảo sát chỉ để sử dụng trong học thuật. Tuy nhiên thiết kế của Facebook cho phép ứng dụng này không chỉ thu thập thông tin cá nhân của những người đồng ý tham gia cuộc khảo sát mà còn là thông tin cá nhân của tất cả mọi người trong mạng xã hội Facebook của người dùng đó. Bằng cách này, Cambridge Analytica đã thu thập được dữ liệu của hàng triệu người dùng Facebook.

## Đặc điểm dữ liệu

Số người ước tính của Facebook bị ảnh hưởng bởi vụ bê bối, và quốc gia gốc.

Thời báo New York cho biết tập dữ liệu bao gồm thông tin trên 50 triệu người sử dụng Facebook. Theo Facebook, có tới 87 triệu người dùng đã chia sẻ dữ liệu, với 70,6 triệu người từ Hoa Kỳ. Cambridge Analytica nói rằng nó chỉ thu thập 30 triệu hồ sơ người dùng Facebook.
Facebook đã gửi một tin nhắn tới những người dùng tin là bị ảnh hưởng, nói rằng thông tin có thể bao gồm "hồ sơ công khai, các lần thích trang, ngày sinh và thành phố hiện tại". Một số người dùng ứng dụng đã cho phép ứng dụng truy cập Nguồn cấp tin tức, thời gian biểu và tin nhắn của họ. Các dữ liệu đã được chi tiết đủ cho Cambridge Analytica để tạo ra hồ sơ tâm lý của các đối tượng của dữ liệu. Dữ liệu cũng bao gồm các vị trí của mỗi người.  Đối với một chiến dịch chính trị nhất định, dữ liệu đã được chi tiết đủ để tạo ra một hồ sơ đề xuất loại quảng cáo nào có hiệu quả nhất để thuyết phục một người cụ thể ở một địa điểm cụ thể cho một số sự kiện chính trị.
The New York Times và The Guardian đăng tin rằng tính đến ngày 17 tháng 3 năm 2018 dữ liệu có sẵn trên Internet và có sẵn trong lưu thông chung.

## Đăng tin
Tháng 12 năm 2015, The Guardian loan tin rằng Cambridge Analytica đã sử dụng dữ liệu theo yêu cầu của Ted Cruz.
Vào ngày 17 tháng 3 năm 2018, The New York Times và The Guardian đã công bố các bài báo nói rằng họ đã cộng tác với nhau để điều tra và báo cáo sự vi phạm và chia sẻ chi tiết. Cả hai tờ báo đều kể câu chuyện của Christopher Wylie, cựu nhân viên của hãng Cambridge Analytica, người chỉ trích thông tin mà The New York Times và The Guardian sử dụng để hỗ trợ bằng chứng cho những vụ tai tiếng khác nhau mà họ mô tả.

## Sử dụng dữ liệu
Nhiều tổ chức chính trị đã sử dụng thông tin từ những vi phạm dữ liệu để hướng dẫn dư luận. Những sự kiện chính trị mà chính trị gia đã chi trả cho Cambridge Analytica để sử dụng thông tin từ sự vi phạm dữ liệu bao gồm:
- chiến dịch của nhà chính trị Hoa Kỳ Ted Cruz[10] năm 2015.
- Bỏ phiếu Brexit 2016[11]

## Phản ứng
Giám đốc Facebook Mark Zuckerberg đã xin lỗi vì vụ việc với Cambridge Analytica, gọi đó là "vấn đề", "sai lầm" và "vi phạm niềm tin". Các quan chức khác của Facebook đã lập luận chống lại việc gọi đó là "sự vi phạm dữ liệu", lập luận rằng những người đã trả lời câu đố nhân cách ban đầu đã đồng ý cho đi thông tin của họ. Zuckerberg cam kết sẽ thực hiện những thay đổi và cải cách trong chính sách của Facebook để ngăn ngừa những vi phạm tương tự. Vào ngày 25 tháng 3 năm 2018, Zuckerberg xuất bản một lá thư cá nhân trong các báo giấy khác nhau xin lỗi thay mặt cho Facebook. Vào tháng 4, họ quyết định thực hiện Quy chế Bảo vệ Dữ liệu Tổng quát của EU ở tất cả các lĩnh vực hoạt động chứ không chỉ của EU.
Amazon cho biết họ đã đình chỉ Cambridge Analytica từ việc sử dụng Amazon Web Services khi họ biết được rằng dịch vụ của họ đang thu thập thông tin cá nhân.
Chính phủ Ấn Độ và Braxin yêu cầu Cambridge Analytica báo cáo về cách mọi người sử dụng dữ liệu từ sự vi phạm trong vận động chính trị  và các chính quyền khu vực khác nhau ở Hoa Kỳ có các vụ kiện trong hệ thống tòa án của họ từ những công dân bị ảnh hưởng bởi vi phạm dữ liệu.